# Bakuriani
Bakuriani (em georgiano:  ბაკურიანი) é uma popular área de esqui do distrito de Borjomi, na Geórgia. Se candidatou aos Jogos Olímpicos de Inverno de 2010.